# 보비 반

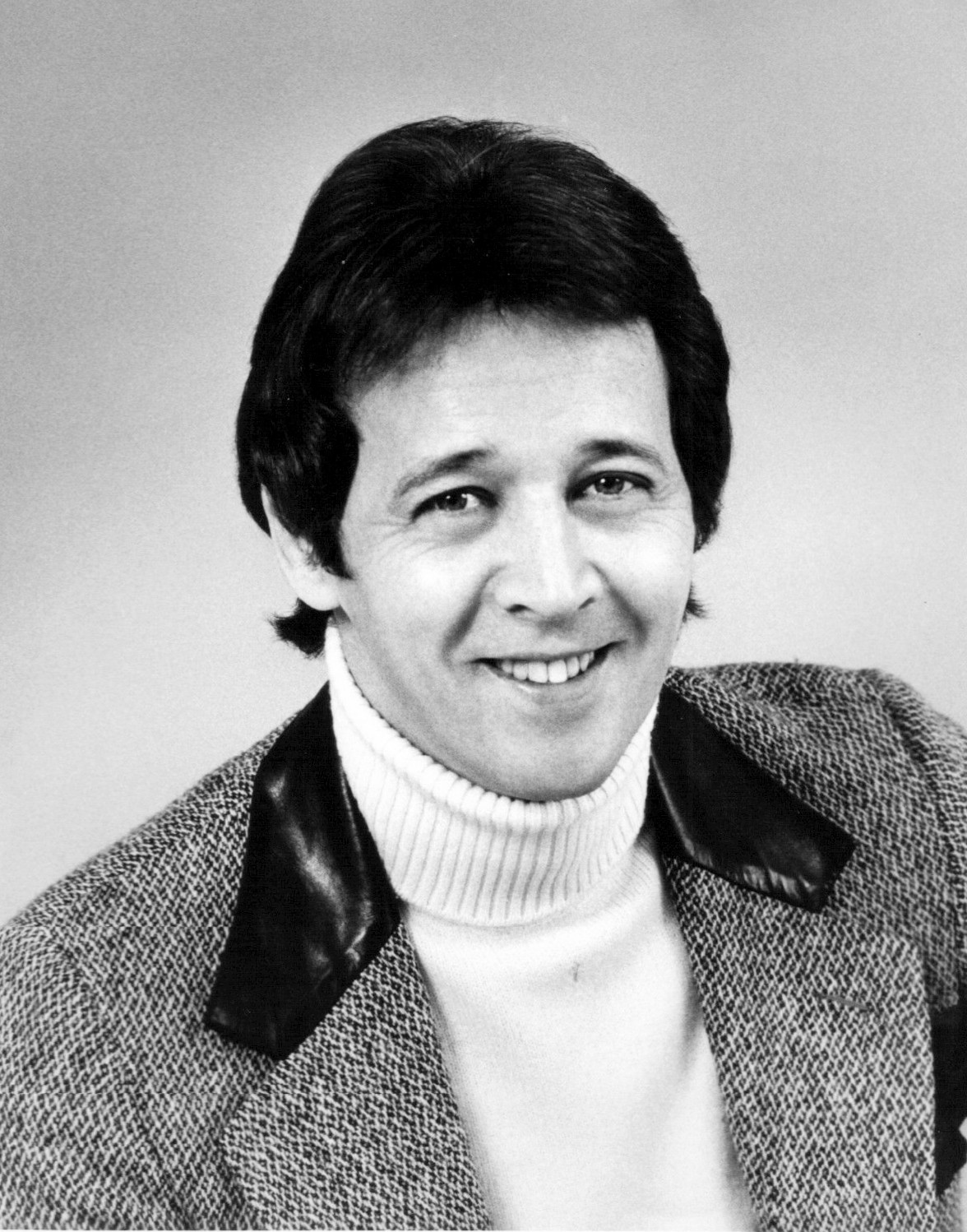

보비 반(Bobby Van, 1928년 12월 6일 ~ 1980년 7월 31일)은 미국의 배우, 안무가, 연극 배우, 댄서이다.
브롱크스에서 태어났으며 로스앤젤레스에서 사망하였다.

## 영화
- 머슬 비치의 허슬러 (1980년)
- 용감한 형제 (1977년)
- 둠스데이 머신 (1976년)
- 잃어버린 지평선 (1973년)
- 네이비 Vs. 나이트 몬스터 (1966년)
- 스몰 타운 걸 (1953년)
- 어페어 오브 도비 길리스 (1953년)
- 키스 미 케이트 (1953년)
- 스커트 어호이 (1952년)
- 비코즈 유어 마인 (1952년)